# 賈應春
賈應春（1499年—1560年），字東陽，号樵村，直隸真定府真定縣（今河北省石家莊正定縣）人，明朝政治人物，官至刑部尚書、戶部尚書。

## 生平
正德十四年（1519年）己卯科順天府乡试第一百名舉人，嘉靖二年（1523年），登癸未科会试第258名，三甲第76名進士，初授河南南陽縣知縣，升和州知州。入朝為南京刑部员外郎，升郎中，改北京刑部，歷任潞安府、開封府知府，升任陝西副使。未赴，河南巡按陳蕙彈劾其貪濫，貶山東鹽運同知，陳蕙亦連坐被貶。嘉靖二十六年由漢陽知府再升任陝西副使，二十七年升陝西布政使司右參政，期間平定寧羌民變。二十八年升陝西按察使，二十九年升陝西右布政使，再晋左布政使，三十年拜為右副都御史、陝西巡撫。
嘉靖三十二年（1553年），以兵部右侍郎兼右佥都御史、總督陕西三邊軍務，與俺答汗在延綏交戰，上捷報。雖然巡按御史吉澄極言敗狀，世宗仍然錄其有功。
次年，罷宣大總督蘇祐，以賈應春代人，當時恰逢替代賈應春未抵達，令其仍然擔任舊職。當時蒙古再入侵，總兵官姜應熊守紅井而偷襲，斬首一百四十餘級，晋升賈應春為右都御史。此後蒙古入寇永昌、西寧，為守將所破。番人入鎮羌，總兵官王繼祖擊敗。久之蒙古五千騎入犯環慶，為都督袁正所破，掠莊涼，守將邀斬一百二十人，世宗再予應春一子官。此後在邊疆數年，構建邊疆防備墻垣一萬一千八百餘丈，在花馬池等地軍屯。之後拜為南京戶部尚書，未任，召改刑部尚書，又改戶部尚書。三十七年進階資政大夫，以病致仕歸鄉，三十九年卒，年六十二，贈太子太保。

## 家族
曾祖賈福，壽官。祖父賈瑄。父賈隆。母李氏。重庆下。弟應奎、應璧、應翼、應軫。

## 延伸阅读
[在维基数据编辑]
 《國朝獻徵錄·卷之二十九》，出自焦竑《國朝獻徵錄》
 《明史卷二百〇二》，出自《明史》